# Femminismo in Svezia

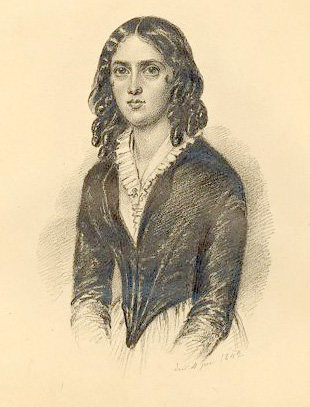
Wendela Hebbe, la prima giornalista svedese nel 1841. Immagine di Maria Röhl (1842).

Il femminismo in Svezia ha contribuito con un'importante influenza sociale e politica all'evolversi della società svedese e all'emancipazione, alla condizione femminile e ai diritti delle donne. I partiti politici svedesi dell'intero spettro politico si imèpegnano nelle politiche basate sul genere nei loro manifesti politici pubblici. Il governo svedese valuta tutta la politica secondo i principi dell'innovazione sperimentale di genere (mainstreaming). Le donne in Svezia raggiungono il 45% dei rappresentanti politici del Riksdag (il parlamento); le donne inoltre costituiscono il 43% dei rappresentanti delle legislature locali a partire dal 2014.
Il femminismo svedese risale al XVII secolo e fu discusso nei maggiori circoli intellettuali per tutto il XVIII secolo. Dal momento della pubblicazione del saggio intitolato Samtal emellan Argi Skugga och en obekant Fruentimbers Skugga di Margareta Momma avvenuto nel 1738, seguito dalla famosa poesia Fruntimrens försvar (Alla difesa delle donne) di Hedvig Charlotta Nordenflycht nel 1761, il dibattito sul ruolo di genere e sull'uguaglianza di genere è diventato uno dei principali argomenti di discussione intellettuale.
Le donne ebbero il "suffragio condizionato" durante tutta l'Epoca della libertà svedese (1718-1772). Con un livello relativamente elevato d'istruzione nel 1862 le donne svedesi non sposate sono state le prime a livello mondiale ad ottenere il diritto di voto condizionato nelle elezioni comunali. Il suffragio universale femminile è seguito nel 1921. Da allora la Svezia è rimasto un paese precursore della parità di genere, guidato da un movimento femminista sia intellettuale che pratico.
Ai giorni nostri, con un crescente multiculturalismo, la società svedese ha abbracciato il femminismo della terza ondata. Iniziativa Femminista è diventato il primo partito politico esplicitamente femminista a vincere un mandato parlamentare nelle Elezioni europee del 2014, ribadendo il femminismo da una prospettiva decisamente antirazzista includendovi anche le prospettive delle persone di colore.

## Storia

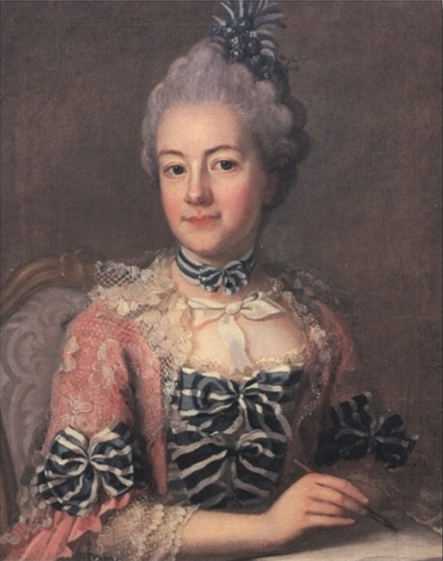
Ritratto di Hedvig Nordenflycht, di Ulrika Pasch.

Durante il XVII secolo le questioni riguardanti i ruoli di genere, l'uguaglianza di genere e i diritti delle donne sono stati sollevati da persone come Sophia Elisabet Brenner, Maria Gustava Gyllenstierna e Beata Rosenhane, ma erano rare eccezioni.
Nel corso del XVIII secolo i dibattiti di genere, l'uguaglianza di genere e la riforma dello status sociale e legale delle donne sono stati discussi nel dibattito pubblico e nella letteratura. Molti giornalisti e scrittori anonimi hanno partecipato sotto pseudonimi in periodici temporanei, spesso sotto forma di una corrispondenza fittizia, interrogandosi sullo status delle donne; ma solamente una minoranza di essi sono stati identificati. Tra loro vi erano la succitata Momma, Catharina Ahlgren e Anna Maria Rückerschöld.

### XIX secolo
La prima organizzazione della società civile fondata dalle donne in Svezia è stata la società di beneficenza "Välgörande fruntimmerssällskapet", fondata a Stoccolma nel 1819 da un gruppo di donne esponenti della classe superiore guidate dalla principessa Sofia Albertina di Svezia; il suo scopo precipuo era quello di dare un sostegno alle donne povere. Questa fu la prima volta che le donne svedesi si organizzarono per raggiungere certi obiettivi e riformare parti della società attraverso una voce pubblica.
Anche se il soggetto può apparire a prima vista non controverso, l'azione effettiva delle donne che si organizzano per cambiare la società era di per sé un'idea e un atto radicale. Questo sarebbe stat seguito da numerose altre società di beneficenza femminile per tutto il corso del XIX secolo.
Nel 1839 lo scrittore Carl Jonas Love Almqvist iniziò un lungo dibattito letterario sui ruoli di genere attraverso il suo celebre romanzo Det går an, in cui sostenne il libero amore e il diritto di convivenza priva delle restrizioni dovute al matrimonio oltre al diritto delle donne di poter sperimentare l'amore senza dover per forza di cose perdere la propria indipendenza.

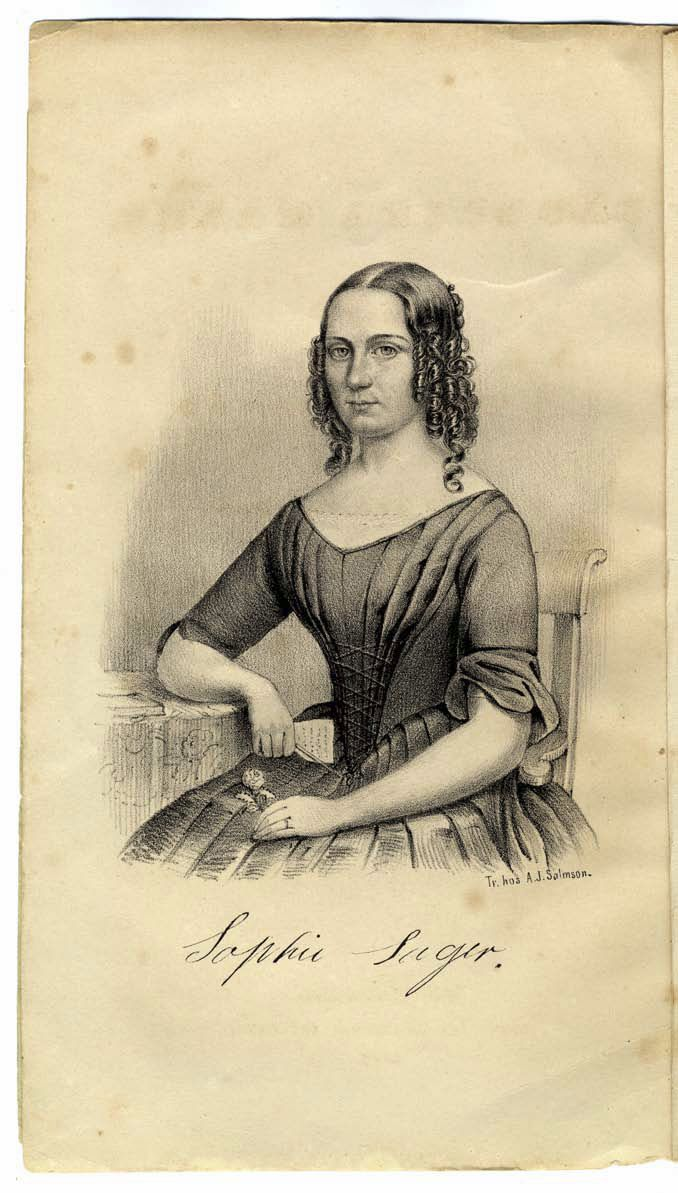
Sophie Sager nel 1848.

Nel 1848 Sophie Sager riuscì a suscitare notevoli controversie dopo aver segnalato un tentativo di stupro e proseguendo nell'azione giudiziaria fino a vincerla.Divenne in tal modo la prima donna in Svezia a fare discorsi pubblici a favore dl femminismo, il che la rese famosa ma anche ridicolizzata in quanto figura femminista. Il suo fu tuttavia un tentativo isolato che non avviò alcun movimento organizzato.
Nel 1855 Josefina Deland fondò la Svenska lärarinnors pensionsförening (Società per le inseGnanti in pensione) per fornire un sostegno alle insegnanti e alle istitutrici in pensione. Essere educatrici era all'epoca una delle poche professioni disponibili per una donna istruita per poter sostenersi economicamente in maniera autonoma, che al momento era una questione importante per le donne. Questa fu probabilmente la prima volta che le donne svedesi si organizzarono per affrontare una questione femminile più vasta.

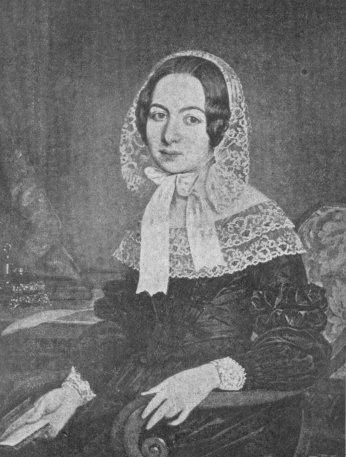
Fredrika Bremer.

Nel 1856 Fredrika Bremer fece pubblicare il proprio romanzo intitolato Hertha, che suscitò grandi controversie e creò il "discorso di Hertha"; le due richieste più importanti furono l'abolizione della "coverture" (dottrina giuridica per cui, al momento del matrimonio, i diritti e gli obblighi legali di una donna venivano assimilati da quelli del marito) per le donne non sposate e, nei confronti dello Stato, quella di fornire alle donne la possibilità di istruzione femminile equivalente all'università.
Il cambiamento sociali giunse nel 1858 quando una riforma concesse ale donne non sposate il diritto di chiedere la maggiorità legale mediante una semplice procedura e nel 1861 venne fondata la "Högre lärarinneseminariet", un'università per le donne. Nel 1959 intanto uscì la prima rivista femminile in Svezia e nei paesi nordici, la Tidskrift för hemmet fondata da Sophie Adlersparre e Rosalie Olivecrona. Questo è stato definito come il punto di partenza del movimento femminista in Svezia.
Il movimento femminile organizzò ebbe il suo inizio nel 1873 quando l'"Associazione per i diritti delle donne sposate" venne creata a cura di Anna Hierta-Retzius e Ellen Anckarsvärd. Il compito principale dell'organizzazione fu quello di abolire completamente la "coverture". Nel 1884 venne fondata la "Fredrika-Bremer-Förbundet" dalla succitata Adlersparre per lavorare per il miglioramento dei diritti delle donne. La seconda metà del XIX secolo vide la creazione di diverse organizzazioni per i diritti delle donne e una notevole attività all'interno di entrambe le organizzazioni attive, nonché un vivace dibattito intellettuale.
Nel 1885 vedevano la luce i cosiddetti "Sedlighetsdebatten", in cui i dibattiti di genere vennero discussi in ambito letterario e intellettuale per quanto riguardava le doppie norme sessuali vigenti, in contrapposizione alla parità sessuale; uno dei suoi organi fu la "Svenska Federationen" che lavorò per porre fine al sistema di regolamentazione della prostituzione e nel mettere in discussione le doppie norme sessuali contemporanee con cui il sistema di legislazione sulla prostituzione era giustificato (il marito era libero di andare a prostitute, la moglie no).

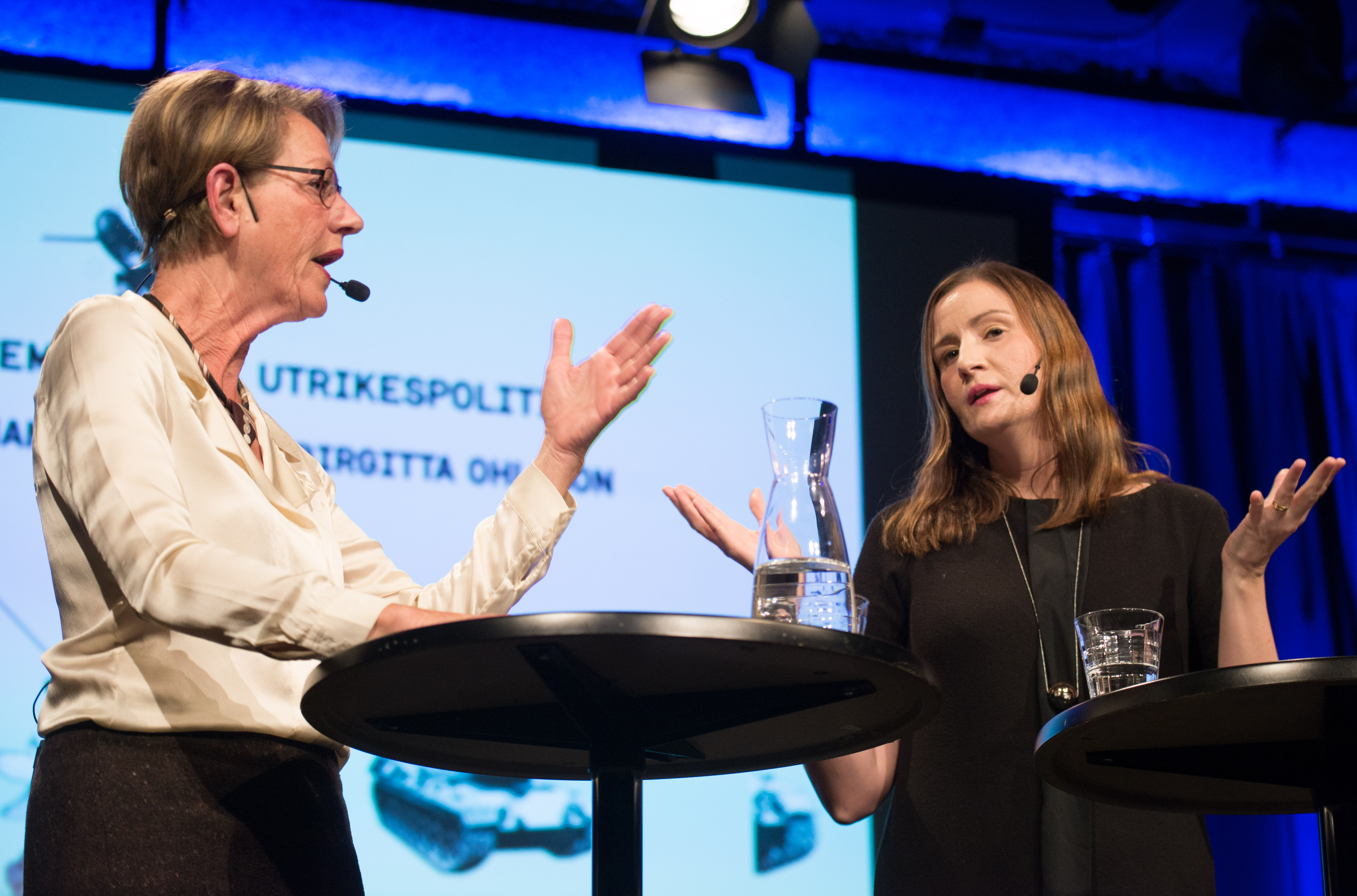
Dibattito tra Gudrun Schyman e Birgitta Ohlsson (2015).

### Dal XX secolo fino al tempo presente
Nel 1902 venne fondata la "National Association for Women's Suffrage" svedese. Il suffragio femminile fu introdotto nel 1921, con le donne che avevano formalmente ottenuto pari diritti con gli uomini. A partire dal 1921 e fino al 1954 la "Kvinnliga medborgarskolan vid Fogelstad" (La scuola cittadina di Fogelstad per le donne) tenne dei corsi per educare le donne sui loro nuovi diritti in qualità di cittadine complete e uguali e per incoraggiarl ad utilizzare questi loro nuovi diritti.
Durante il periodo interbellico esistevano diverse riviste femminili e organizzazioni per le donne di tutte le opinioni politiche e ceto sociale. Le donne si organizzarono anche all'interno dei partiti politici tradizionali, come le "Donne socialdemocratiche svedesi" e le "Donne moderate", attraverso cui immisero le loro richieste, entrando così di fatto nella vita politica del paese.
Negli anno sessanta e settanta anche la Svezia ebbe a sperimentare una seconda ondata femminista; proprio nel 1968 venne fondato il "Gruppo 8", sollevando tutta una serie di temi nell'ambito della parità tra i sessi. Nel 1973 il gruppo femminista "Donne del Lavoro" si separò dal Gruppo 8. La cultura popolare incluse i valori femministi, ad esempio il movimento musicale "Röda bönor".
La fine degli anni novanta ha visto un rinnovamento dell'attività femminista in Svezia, che ebbe un grande incoraggiamento da parte del governo. Il Partito della Sinistra è stato particolarmente attivo nel sollevare le questioni femministe sotto la direzione di Gudrun Schyman.
Nel 1997 la "Swedish Women's Lobby" fu fondata direttamente dal governo svedese. Durante gli anni duemila ha condotto a campagne femministe come "Bara Bröst" e "Dirty Diaries", ma produsse anche le reazioni dell'antifemminismo attraverso "The Gender War" (La guerra di genere). Nel 2005 è stato fondato il partito Iniziativa Femminista come forza politica incentrata sulla succitata femminista Gudrun Schyman, che per tutto il corso degli anni novanta è stata una figura importante del femminismo svedese.
Nel 2017 Maria Teresa Rivera è divenuta la prima donna del mondo ad aver ricevuto l'asilo politico a causa del fatto di essere stata ingiustamente incarcerata per aver violato il divieto di aborto in El Salvador.

## Influenza femministe

### Costruzione di una politica femminile
Le donne in Svezia rappresentano il 45% dei rappresentanti politici del parlamento; le donne costituiscono inoltre il 43% dei rappresentanti nelle legislature locali. A tutto novembre 2015 le donne sono il 52% dei ministri del governo svedese.
Mentre in Svezia non esistono quote rosa legali per i candidati femminili, la maggior parte dei partiti politici svedesi promuovono al proprio interno la partecipazione delle donne; alcuni tra i maggiori partiti hanno contingenti di volontari femminili. Le spiegazioni addotte per gli alti livelli di partecipazione politica femminile comprendono il fatto che le organizzazioni femministe e le attiviste della comunità hanno contribuito a rafforzare la rappresentanza femminile.

### Integrazione di genere
Il governo svedese valuta interamente la sua politica secondo i principi di pari opportunità e di uguaglianza di genere (gender mainstreaming); questi vengono utilizzati negli uffici governativi, nelle agenzie governative centrali, nei governi regionali, nei comuni e nelle amministrazioni locali. Questo stato di cose ha avuto il suo avvio nel 1994 con l'integrazione di genere, il che significa che il genere in senso lato è indicatore di stakeholder (portatore di interesse) in quanto facente parte integrante della società nel suo complesso; esso viene preso in considerazione quando il governo esamina nuove politiche.

### Legislazioni sulla prostituzione
A partire dal 1999 pagare per avere rapporti sessuali è divenuto illegale in Svezia; l'acquirente della prostituzione viene penalizzato maggiormente rispetto alla prostituta. La legge è conforme al programma svedese di uguaglianza di genere.
Teoricamente il genere del venditore e del compratore è immateriale secondo le disposizioni di legge, ovvero si applica la neutralità di genere. Tuttavia la legge è costruita, discussa ed attuata politicamente nel contesto delle donne che vendono sesso agli uomini. Il governo svedese ritiene che le donne che vendono servizi sessuali agli uomini costituiscano una forma di violenza contro le donne che dovrebbe essere eliminata riducendo la domanda. La domanda per i servizi sessuali femminili è costruita come una forma di dominanza maschile sulle donne e come pratica che mantiene l'egemonia del patriarcato.
La posizione politica del Partito Socialdemocratico dei Lavoratori di Svezia è quella di criminalizzare anche l'acquisto di servizi sessuali svoltisi all'estero da parte di cittadini svedesi.

### Educazione
I principi sulla parità di genere "permeano l'intero sistema scolastico svedese".

### Legislazioni sulla violenza domestica
Gli incidenti di violenza domestica e di abuso sono valutati cumulativamente, di modo che ogni incidenza sia presa in considerazione. Vi è un riferimento specifico all'abuso di un uomo contro una donna con cui si trova in uno stretto rapporto personale, che può poi essere responsabile della "violazione grave dell'integrità di una donna".

### Genere e politica
La Svezia ha un ministro apposito che i occupa delle questioni riguardanti l'uguaglianza di genere; il governo svedese assegna fondi specificamente rivolti alla parità di genere attraverso il bilancio annuale. Nel 2014 il governo ha stanziato 252 milioni di corone per l'uguaglianza di genere. I partiti politici svedesi dell'intero arco costituzionale si impegnano nelle politiche basate sul genere nei loro manifesti politici pubblici.

## Riepilogo generale
Alcune importanti riforme a favore delle donne hanno visto la luce già nel XIX secolo:
- il diritto alla parità di successione per gli uomini e le donne (1845);
- il diritto delle donne non sposate di avere l'età legale (maggiorità) (1856);
- il diritto di ottenere l'ammissione all'esame della scuola secondaria (1870).

È stato tuttavia nel secolo XX, che si sono ottenute le riforme più importanti:
- il diritto di voto alle elezioni parlamentari (1919 e 1921);
- l'età legale per le donne sposate posta a 21 anni (1921);
- la legalizzazione dei mezzi anticoncezionali (vedi contraccezione) (1938);
- uguali diritti legali ed economici per uomini e donne;
- il diritto all'assunzione del ruolo di tutore dei figli (circa 1940);
- ordinazione ed episcopato femminile, il diritto delle donne ad essere ordinate sacerdoti ed eventualmente di essere elette vescovi (1958):
- il diritto ad ottenere un aborto gratuito e legale (1975).

Oggi vi è un'uguaglianza formale e giuridica tra uomini e donne in Svezia e la discriminazione sessuale e di genere è vietato dalla legge; tuttavia, vi sono ancora lacune sull'uguaglianza e la parità di genere nei settori domestici e nella vita lavorativa.

## Figure storiche di rilievo
- Elin Wägner - impegnata per il suffragio femminile
- Anna Whitlock
- Ann Margret Holmgren
- Frigga Carlberg
- Selma Lagerlöf
- Ellen Key
- Frida Stéenhoff
- Karin Boye
- Kerstin Ekman
- Astrid Lindgren
- Victoria Benedictsson
- Eva Moberg
- Wendela Hebbe
- Moa Martinson - scrittrice proletaria